# رضي الدين السرخسي
محمد بن محمد، رضي الدين السرخسي (توفي عام 571 هـ / 1175 م): فقيه من أكابر الحنفية. أقام مدة في حلب، وتعصب عليه بعض أهلها فسار إلى دمشق، وتوفي فيها.
لقبه السرخسي نسبة إلى سرخس.

## كتبه
- (المحيط الرضوي) أجزاء منه، في الفقه، وهو كبير في زهاء أربعين[2] مجلدة
- ثلاثة كتب أخرى باسم (المحيط) أحدها في عشر مجلدات، والثاني في أربع، والثالث في جزءين،
- (الطريقة الرضوية) فقه،
- (الوسيط)
- (الوجيز) في إسطنبول.